# Tour de Hollande-Septentrionale
Le Tour de Hollande-Septentrionale (en néerlandais : Ronde van Noord-Holland) est une course cycliste néerlandais disputée en Hollande-Septentrionale. Créé en 1946, il était réservé aux coureurs amateurs jusqu'en 1999. En 2005, il a intégré l'UCI Europe Tour en catégorie 1.1, puis 1.2 en 2006 et 2007, pour revenir en 1.1 en 2008. Depuis 2010, il est repassé en catégorie 1.2. Il est par conséquent ouvert aux équipes continentales professionnelles néerlandaises, aux équipes continentales, à des équipes nationales et à des équipes régionales ou de clubs. Les UCI ProTeams (première division) ne peuvent pas participer.
En 2019, la course ne fait plus partie du calendrier UCI.

## Palmarès
| Année | Vainqueur                | Deuxième                  | Troisième                 |
| ----- | ------------------------ | ------------------------- | ------------------------- |
| 1946  | Joop Middelink           | Léo de Booy               | Tinus Kettenis            |
| 1947  | Gerard van Beek          | Piet de Vries             | Gerrit Voorting           |
| 1948  | Han Krever               | Co Geerts                 | Huub Vinken               |
| 1949  | Piet Verwijmeren         | Dick Hooyschuur           | Wout Wagtmans             |
| 1950  | Wout Wagtmans            | Adri Suykerbuyk           | Dicky Kempf               |
| 1951  | Hans Dekkers             | Ed Koeman                 | Wout Verhoeven            |
| 1952  | Piet van Roon            | Harri de Koning           | Aren van 't Hof           |
| 1953  | Wout Verhoeven           | Mies Stolker              | Patsy Willekes            |
| 1954  | Karel Keepers            | Martin Wolfs              | Tonny van Bockel          |
| 1955  | René Van Meenen          | Jos Janssen               | Jan Rol                   |
| 1956  | Jan Rol                  | Frans Mahn                | Krijn Post                |
| 1957  | Joop van der Putten (nl) | Coen Niesten              | Joop Captein              |
| 1958  | Harry Scholten           | Ben Teunisse              | Klaas de Groot            |
| 1959  | Harry Scholten           | Jan Hugens                | Werner Swaneveld          |
| 1960  | Ab Sluis                 | Jan Janssen               | Harry Scholten            |
| 1961  | Jan Janssen              | Kees de Jongh             | Bart Solaro               |
| 1962  | Henk Cornelisse          | Jean Schröder             | Cees van Espen            |
| 1963  | Marinus Paul             | Cees van Espen            | Léo van Dongen            |
| 1964  | Gerben Karstens          | Coen Visser               | Henny Peters              |
| 1965  | Evert Dolman             | Harry Steevens            | Tiemen Groen              |
| 1966  | Eddy Beugels             | Ad Russens                | Gerard Koel               |
| 1967  | Wim Dubois               | Jan van Katwijk           | Johnny Brouwer            |
| 1968  | Harrie Jansen            | Ron Snijder               | Jan Serpenti              |
| 1969  | Harrie Jansen            | Piet Hoekstra             | Hans Egberts              |
| 1970  | Tino Tabak               | Hennie Kuiper             | Jan Aling                 |
| 1971  | Nanno Bakker             | Adri Duijker              | Matthijs de Koning        |
| 1972  | Wim de Waal              | Cees Bal                  | Piet van Katwijk          |
| 1973  | Piet van Katwijk         | Wim de Waal               | Henk Poppe                |
| 1974  | Theo Smit                | Ad Dekkers                | Jan Aling                 |
| 1975  | Piet van der Kruijs      | Arie Hassink              | Toine van den Bunder      |
| 1976  | Adri van Houwelingen     | Piet van Leeuwen          | Leo van Vliet             |
| 1977  | Bart van Est             | Henk Mutsaars             | Jos Lammertink            |
| 1978  | Henk Mutsaars            | Frits Schür               | Barend Huveneers          |
| 1979  | Theo de Rooij            | Arie Hassink              | Hans Koot                 |
| 1980  | Théo Hogervorst          | Frits Schür               | Derek Hunt                |
| 1981  | Peer Maas                | Jos Alberts               | Bert Wekema               |
| 1982  | Théo Wallenburg          | Piet Kleine               | Marc Elshof               |
| 1983  | Erwin Kistemaker         | Fons Schootman            | Martin Schalkers          |
| 1984  | Nico van de Klundert     | Johan Uitham              | Gerrit van Hall           |
| 1985  | Gérard Schipper          | Rick Hacken               | Robert de Haan            |
| 1986  | Ralph Moorman (nl)       | Erwin Kistemaker          | Gerrit Smit               |
| 1987  | Patrick Rasch            | Charles van Rooyen        | Erwin Houtop              |
| 1988  | David Pots               | Henk Brama                | Marcel Dumernit           |
| 1989  | Erik Stroombergen        | Harjan van Dam            | Michael van der Wolf (nl) |
| 1990  | Erwin Kistemaker         | Angel Polvorosa           | Rob Compas                |
| 1991  | Jans Koerts              | Rob Mulders               | Tristan Hoffman           |
| 1992  | Henri Dorgelo            | Niels Boogaart            | Martin van Steen          |
| 1993  | Patrick Rasch            | Wietse Veenstra           | Michael van der Wolf (nl) |
| 1994  | Luc Reijrink             | Marcel Vegt               | John den Braber           |
| 1995  | John den Braber          | Michael van der Wolf (nl) | Jürgen van Pelt           |
| 1996  | Rudie Kemna              | Michael van der Wolf (nl) | Niels Basingerhorn        |
| 1997  | Bjorn Vonk               | Peter Pieters             | Renger Ypenburg (nl)      |
| 1998  | Louis de Koning          | Remco van der Ven         | Ronald van der Tang       |
| 1999  | Jans Koerts              | John den Braber           | Michael van der Wolf (nl) |
| 2000  | Bjørnar Vestøl           | Andy De Smet              | Stefan van Dijk           |
| 2001  | Stefan van Dijk          | Jens Mouris               | Coen Boerman              |
| 2002  | Rudie Kemna              | Mark Vlijm                | Allan Bo Andresen         |
| 2003  | Jans Koerts              | Matthé Pronk              | Oleg Griškin              |
| 2004  | Stefan van Dijk          | Allan Bo Andresen         | Jans Koerts               |
| 2005  | Paul van Schalen         | Andy De Smet              | Kai Reus                  |
| 2006  | Kai Reus                 | Evgeny Popov              | Robert Wagner             |
| 2007  | Kenny van Hummel         | Bobbie Traksel            | Wim Stroetinga            |
| 2008  | Robert Wagner            | Paul Voss                 | Stefan van Dijk           |
| 2009  | Theo Bos                 | Kenny van Hummel          | Michael Van Staeyen       |
| 2010  | Robert Wagner            | Geert Omloop              | Jens Mouris               |
| 2011  | Niels Wytinck            | Marco Brus                | Remco te Brake            |
| 2012  | Gediminas Bagdonas       | Jeff Vermeulen            | Sam Bennett               |
| 2013  | Dylan Groenewegen        | Wouter Wippert            | Remco te Brake            |
| 2015  | Johim Ariesen            | Truls Engen Korsæth       | Tristan Marguet           |
| 2016  | Mathias Westergaard      | Jim van den Berg          | Wouter Mol                |
| 2017  | Fabio Jakobsen           | Arvid de Kleijn           | Twan Brusselman           |
| 2018  | Julius van den Berg      | Cees Bol                  | Wim Stroetinga            |
| 2019  | David Dekker             | Coen Vermeltfoort         | Bas van der Kooij         |